# 阿蘇市立阿蘇中学校

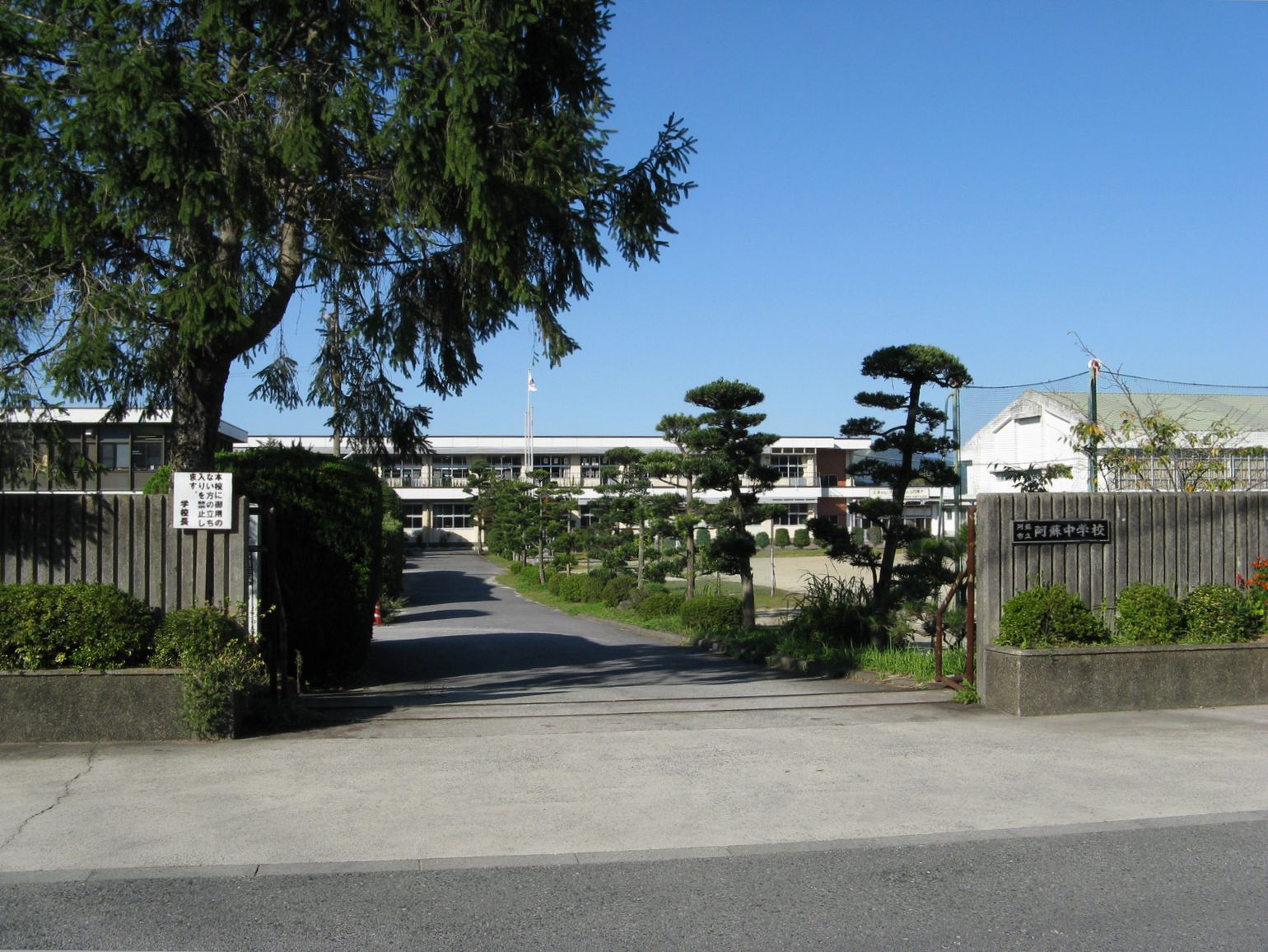
移転前の阿蘇中学校

阿蘇市立阿蘇中学校（あそしりつ あそちゅうがっこう）は、熊本県阿蘇市にある公立中学校。

## 沿革
- 1947年4月 - 黒川村立黒川中学校として開校。

（1948年9月まで碧水小学校に併設）
- 1949年6月 - 黒川村立阿蘇中学校に改称。
- 1954年4月1日 - 阿蘇町発足に伴い阿蘇町立阿蘇中学校に改称。
- 1966年12月 - 完全給食施行。
- 1969年6月 - 体育館落成
- 1972年 - 春牧中学校廃校に伴い、生徒を受入
- 1977年 - 1978年 - 校舎改築工事。
- 1979年6月 - プール落成
- 1983年10月24日 - 体育館焼失。
- 1984年10月 - 新体育館落成。
- 2005年2月11日 - 阿蘇郡阿蘇町の町村合併・市制施行に伴い、阿蘇市立阿蘇中学校に改称。
- 2012年3月31日 - 阿蘇市立阿蘇北中学校を統合。阿蘇市黒川1266から阿蘇市内牧609に移転。

## 通学区域
- 阿蘇市立阿蘇小学校
- 阿蘇市立内牧小学校
- 阿蘇市立山田小学校